# Björnram från Västergötland
Björnram från Västergötland är en sentida konventionell benämning på en medeltida ätt. Benämningen Björnram är en följd av att ättens vapenbild uppfattats som tre björnramar.

## Historik
Dess mest kända medlem är riddaren Otte Ulfsson (Björnram från Västergötland). Fadern Ulf dog senast 1394 men är i övrigt okänd. Otte var under lång tid medlem av riksrådet i vars möten han deltog ännu 1453.
Han begravdes i Vadstena i februari 1457. Hans syster Katarina (död 1461) var hans testamentsexekutor.
Han var gift med Ingeborg Nilsdotter (dotter till lagmannen och riddaren Nils Erengislesson av Hammerstaätten och hans första hustru Märta Magnusdotter (Leopard). Paret hade två söner, som kom att spela en politisk roll.
Den äldre sonen, riddaren Nils Ottesson (död 1474; gift med Kristina Kristiansdotter Oxenstierna), omtalas i början av 1460-talet som boende på sin hustrus arvegods Erstavik; vid resningen 1467 förmådde han Roslagsallmogen att gripa till vapen men framträder därefter ej mycket i källorna.
Den yngre sonen Erik Ottason (Björnram från Västergötland), var redan före 1471 riddare, men först 1482 nämns han som rådsherre. Han ägde Smedeby i Roslagen och var häradshövding i Bro skeppslag; omkring 1490 innehade han under några år slottsloven på Nyköpingshus. Han dog 1495. Ättlingar efter honom och hans hustru Brita Tordsdotter, dotter till marsken Tord Bonde, och Iliana Åkesdotter (Tott), är inte kända.
Ätten dog ut vid slutet av medeltiden.